# رادوواشنیتسا
رادوواشنیتسا (به صربی: Radovašnica) یک منطقهٔ مسکونی در صربستان است که در شاباتس واقع شده‌است. رادوواشنیتسا ۲۳۸ نفر جمعیت دارد.